# Vila Izabel
Vila Izabel, também documentada como Vila Isabel, é um bairro da cidade brasileira de Curitiba, Paraná.
Sua área é de 1 211 000 m². Seu ponto inicial na confluência das avenidas: Água Verde e República Argentina. Segue pela avenida República Argentina, rua Professor Ulisses Vieira, avenida Pres. Artur Bernardes, avenida Iguaçu, rua Leôncio Correia, avenida Água Verde, até o ponto inicial.[carece de fontes?]
O nome da vila é uma homenagem a Isabel de Aragão, rainha de Portugal, proclamada santa em 1625 pelo papa Urbano VIII. A grafia predominante do bairro adotou a forma arcaica do nome Isabel.

## Histórico
Nos primórdios da cidade de Curitiba, a região onde está localizada a Vila Izabel, era uma extensa mata frequentada por caçadores e pescadores. Com o passar do tempo, o local transformou-se em lavouras e em caminho natural entre Curitiba e Ponta Grossa e, assim, o bairro ficou conhecido pelas pousadas de tropeiros, crescendo em virtude das atividades comerciais destes viajantes.